# 23818 Matthewlepow
23818 Matthewlepow là một tiểu hành tinh vành đai chính với chu kỳ quỹ đạo là 1686.5186306 ngày (4.62 năm).
Nó được phát hiện ngày 17 tháng 8 năm 1998.